# Ronald Kingsley Read

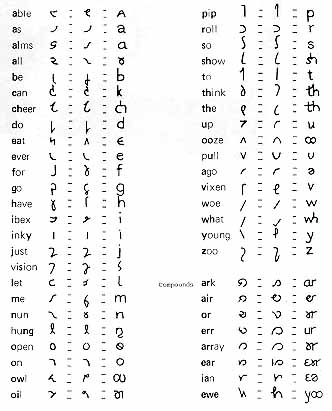
El alfabeto Shaviano, Quickscript y Readspel, impreso por la hija de Ronald Kingsley Read, Mavis Mottram

Ronald Kingsley (19 de febrero de 1887-febrero de 1975) fue uno de cuatro concursantes escogidos para compartir el dinero del premio por el diseño del alfabeto shaviano, un alfabeto completamente nuevo para escribir inglés. Más tarde fue nombrado como el único diseñador responsable del alfabeto.
En 1966, después de pruebas extensas del alfabeto shaviano con hablantes ingleses de todo el mundo, Read introdujo Quikscript, una forma revisada de su alfabeto shaviano. Quikscript, también conocido como el «alfabeto Read», tiene más ligaduras que el shaviano, lo que lo hace más fácil de escribir a mano. Su aspecto es más cursivo que el shaviano.
A unas cuantas vísperas su muerte, él completó un alfabeto nuevo llamado Soundspell (ahora Readspel), basado, probablemente buscando un aumento en las posibilidades de aceptación popular, en el alfabeto latino.